# Carmela

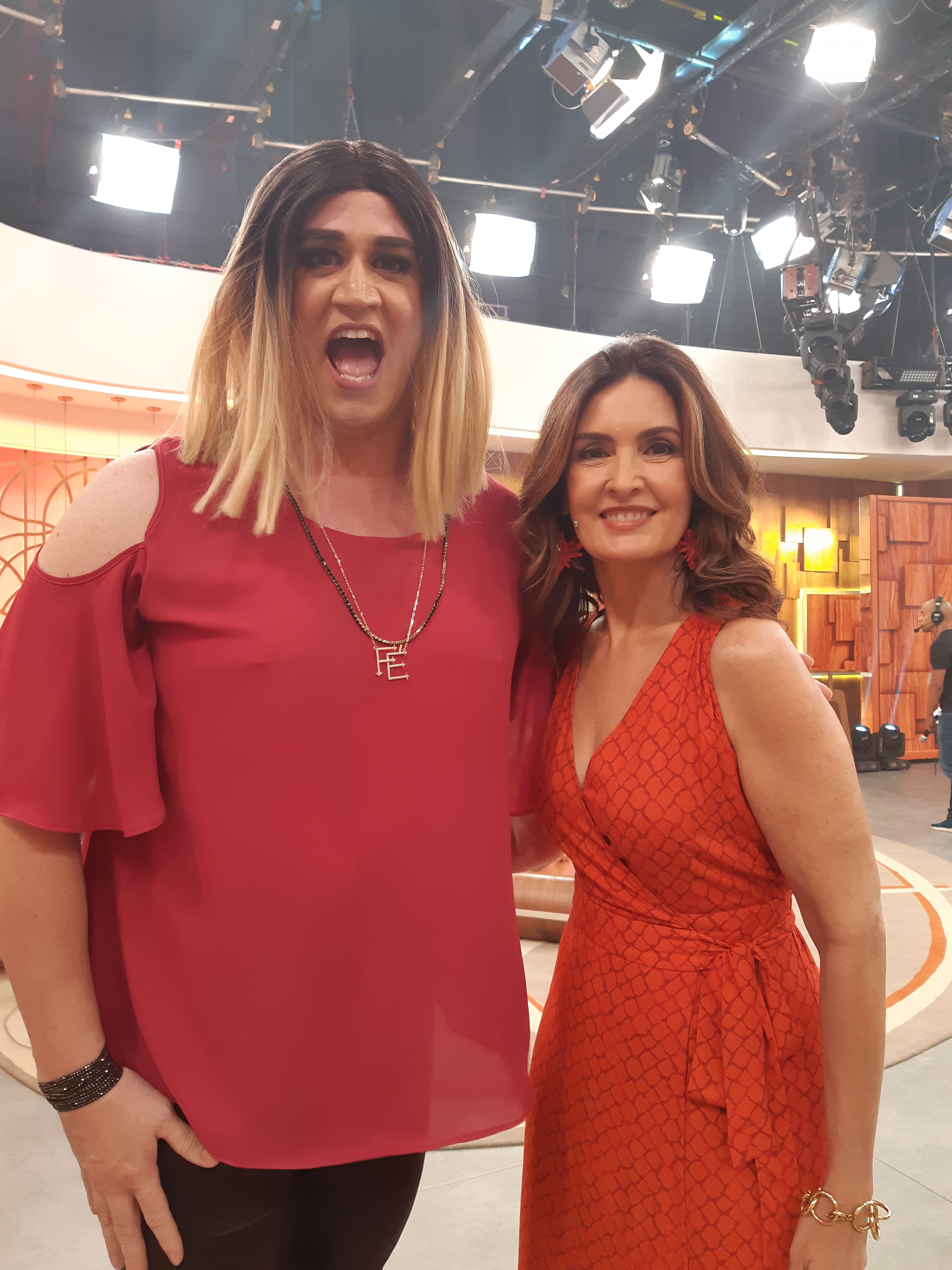
Carmela nos bastidores do Encontro com Fátima, na Globo

Carmela é uma locutora, comunicadora, jornalista, comediante, apresentadora e professora universitária do Distrito Federal, eleita cidadã-honorária de Brasília. Trabalhou em veículos nacionais como Correio Braziliense e Metrópoles, além do SBT, onde teve quadro próprio como repórter. Depois de um começo pela mídia impressa e pelo teatro, ganhou notoriedade no rádio e na tevê por conta do humor, principalmente por meio do programa diário Barraco da Carmela, na Rádio Metrópoles, onde conduziu entrevistas com famosos e divertiu os ouvintes. Destaca-se ainda em virtude das iniciativas sociais  desenvolvidas no DF e no país. 
Em 2019 compôs o elenco do podcast "Barraco no Planalto", no portal Metrópoles.
Em 2021 foi premiada como melhor radialista do Distrito Federal pelo site Estrelas do Quadradinho.
Ainda em 2022 estreou e rodou com a peça "Vai Carmela", que conta a história da radialista desde a infância.
Em 2023, foi eleita cidadã honorária de Brasília pela Câmara Legislativa do DF, em virtude da relevância social dos atos a favor da população do Distrito Federal. Pela primeira vez, uma personagem e drag-queen foi condecorada com a maior honraria concedida na capital federal.    